# 김성현 (1998년)
김성현(1998년 9월 30일 ~ )은 대한민국의 축구 선수이며, 포지션은 수비수이다.